# アウグスト・カーニッツ

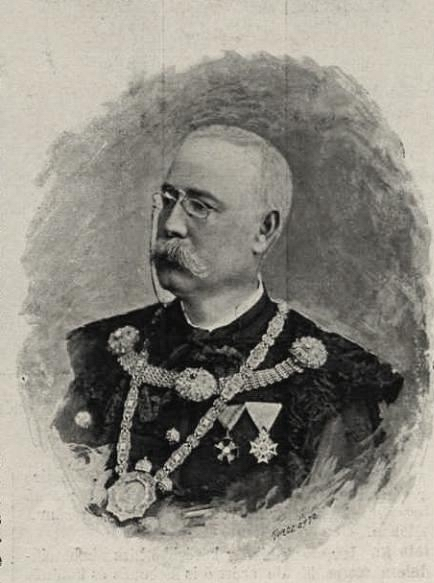
アウグスト・カーニッツ

アウグスト・カーニッツ（August Kanitz、ハンガリー語: Kanitz Ágoston、1843年4月25日 - 1896年7月13日）はオーストリア＝ハンガリー帝国の植物学者である。バルカン地方の植物を研究した。

## 略歴
現在のルーマニアのルゴジで生まれた。ナジケーレシュ（Nagykőrös）やティミショアラの高校を卒業した後、1861年にウィーン大学に入学し、医学と自然科学をウンガー（Franz Unger）やフェンツル（Eduard Fenzl）、ナイルライヒ（August Neilreich）のもとで学んだ。1864年にスラヴォニア、ドイツ、フランス、ベルギー、オランダ、イタリアへ研究旅行し、1867年のパリの植物学会議にも参加した。テュービンゲン大学でフーゴー・フォン・モールのもとで研究し、博士号を得た。1869年から1872年の間、ハンガリーのモションマジャローヴァールの高等農業学校の教授を務めた後、現在のルーマニアのクルジュ＝ナポカに新たに設立された大学（現在のバベシュ・ボヨイ大学）の教授に任じられ、大学植物園や標本館を設立した。スラヴォニア、ルーマニア、ボスニア、モンテネグロ、アルバニア、セルビアなどの植物の分類学研究を行った。ハンガリーで働いた植物学者たち、キタイベル・パール、ヨハン・ホイフェル、アウグスト・グリーゼバッハらと交流し、1877年から1892年の間、植物事典、"Magyar Növénytani Lapok"を編集、出版した。
キク科の植物の種、Helenium kanitzii などに献名された。

## 著書
- Geschichte der Botanik in Ungarn, Hannover 1863
- Versuch einer Geschichte der ungarischen Botanik, Halle 1865
- Die Vegetationsverhältnisse der ungarischen Länder, 1865
- Die bisher bekannten Pflanzen Slavoniens, Wien 1866
- Übersicht der Pflanzengeograpfischen Verhältnisse Ungarns, Siebenbürgens, Dalmatiens, Kroatiens und Slavoniens, Regensburg 1867
- Reise-Erinnerungen. Nach Italien, Innsbruck, Padua. Wien 1872
- Paul Friedrich August Aschersonと共著: Catalogus cormophytorum et anthophytorum Serbiae, Bosniae, Hercegovinae, Montis Scodri, Albaniae hucusque cognitorum, 1877
- Plantae Romaniae hucusque cognitae, Klausenburg 1879–1881
- Botanische Ergebnisse der innerasiatischen Expedition des Grafen Béla Széchenyi, Budapest 1885
- Fundamenta rei herbariae generalis, 1889–1893

、